# كرايغ موريس
كرايغ موريس (بالإنجليزية: Craig Morris)‏ هو بواق أمريكي، ولد في 1968.

## وصلات خارجية
- كرايغ موريس على موقع ميوزك برينز (الإنجليزية)
- كرايغ موريس على موقع ديسكوغز (الإنجليزية)